# Xenochromis hecqui
Xenochromis hecqui ist eine afrikanische Buntbarschart, die endemisch im ostafrikanischen Tanganjikasee vorkommt.

## Merkmale
Die Fische erreichen eine Länge von etwa 30 cm. Ihre Länge beträgt etwa das dreieinhalbfache der Körperhöhe. Die Kiefer sind mit zahlreichen kleinen Zähnen besetzt. 34 finden sich in der äußeren Zahnreihe und 30 in der inneren. Die Zähne sind kurz, haben blattförmige Spitzen und sind nach hinten gerichtet.
- Flossenformel: Dorsale XVII/10, Anale III/8-10.
- Schuppenformel: SL 53-56.

## Lebensweise
Xenochromis hecqui kommt vor allem in Tiefen von 60 bis 100 Metern vor. Ursprünglich wurde angenommen, dass die Art sich von den Schuppen anderer Fische ernährt, ähnlich wie nah die verwandten Plecodus- und Perissodus-Arten. Magenuntersuchungen ergaben jedoch, dass sich die Art vor allem von Zooplankton ernährt. Kleine Ruderfußkrebse machen mehr als 50 % des Mageninhaltes aus. Außerdem fand man Larven der im Tanganjikasee vorkommenden Süßwasserheringe, Detritus und nicht zu identifizierende organische Partikel im Magen. Auch die hohe Anzahl der Kiemenrechen, sie liegt bei etwa 45 und ist damit doppelt so hoch wie bei den schuppenfressenden Plecodus- und Perissodus-Arten, spricht für eine planktonische Ernährung. Über die Fortpflanzung von Xenochromis hecqui ist kaum etwas bekannt. Alle verwandten Arten aus der Tribus Perissodini sind Maulbrüter.

## Erstbeschreibung
- George Albert Boulenger (1899): Matériaux pour la faune du Congo. Poissons nouveaux du Congo. Cinquième Partie. Cyprins, Silures, Cyprinodontes, Acanthoptérygiens. Annales du Musee du Congo (Ser. Zoology) v. 1 (fasc. 5): 97-128, Pls. 40-47. Seiten 125 u, 126.